# U.S. Route 46
La U.S. Route 46 (US 46) est une US Route ouest–est se trouvant entièrement au New Jersey. Elle y parcourt 75,34 mi (121,25 km), daisant de la route la plus courte US Route n'étant pas une route auxiliaire. Le terminus ouest de la route est à un échangeur avec l'I-80 et la Route 94 à Columbia, dans le comté de Warren sur le fleuve Delaware. Le terminus est est au milieu du Pont George-Washington au-dessus du fleuve Hudson à Fort Lee, dans le comté de Bergen, en multiplex avec l'I-95, la US 1 et la US 9. Sur l'entièreté de son tracé, la US 46 est à proximité de l'I-80. La US 46 agit comme route suburbaine importante et certains segments sont construits sous forme autoroutière. La route traverse plusieurs communautés du nord de l'état dont Hackettstown, Netcong, Dover, Parsippany-Troy Hills, Wayne, Clifton, Ridgefield Park, Palisades Park et Fort Lee.

## Description du tracé

### Comté de Warren

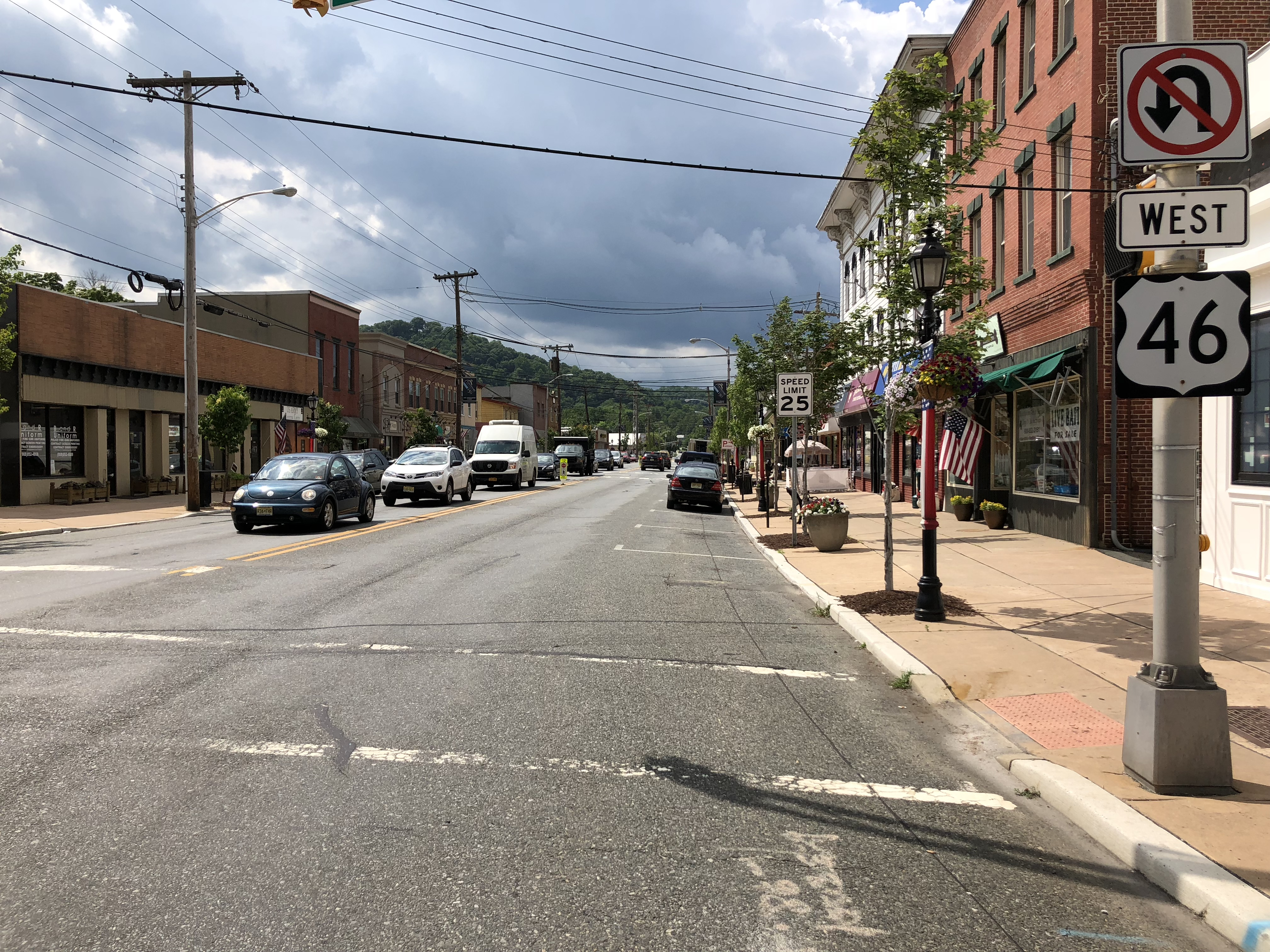
Vue de la US 46 ouest à Grand Avenue à Hackettstown

La US 46 débute à un échangeur entre l'I-80 et la Route 94 près du pont à péage Portland–Columbia, lequel mène à la PA 611, en Pennsylvanie. Depuis cet échangeur, la US 46 se dirige vers le sud-est sur la rive est du fleuve Delaware. Au nord-est de Belvidere, elle bifurque vers l'est et traverse une zone rurale jusqu'à ce qu'elle atteigne Hackettstown, à la frontière entre les comtés de Warren et de Morris. Elle traverse la ville et atteint la rivière Musconetcong.

### Comtés de Morris et d'Essex
La US 46 entre dans le comté de Morris à Washington Township. Elle redevient une route rurale alors qu'elle se dirige vers le nord-est. À Netcong, elle croise l'I-80 / US 206. Elle se dirige vers l'est est passe par Ledgewood, Douvres, Denville et Parsippany-Troy Hills. Dans la ville, elle croise la US 202, l'I-287 ainsi que l'I-80. Elle continue vers l'est jusqu'à la rivière Passaic, laquelle forme la limite entre les comtés de Morris et d'Essex.
La US 46 passe dans le nord du comté d'Essex, à Fairfield. Elle traverse la ville sans croiser aucune route majeure et atteint la rivière Passaic, qui marque également la limite avec le comté de Passaic.

### Comté de Passaic
À partir du comté de Passaic, la US 46 devient davantage urbanisée. Elle traverse Woodland Park et Clifton alors qu'elle traverse le sud du comté en direction sud-est. Sur certains segments, elle adopte une configuration autoroutière. Elle croise la G.S. Parkway et traverse la rivière Passaic, limite entre les comtés de Passaic et de Bergen.

### Comté de Bergen

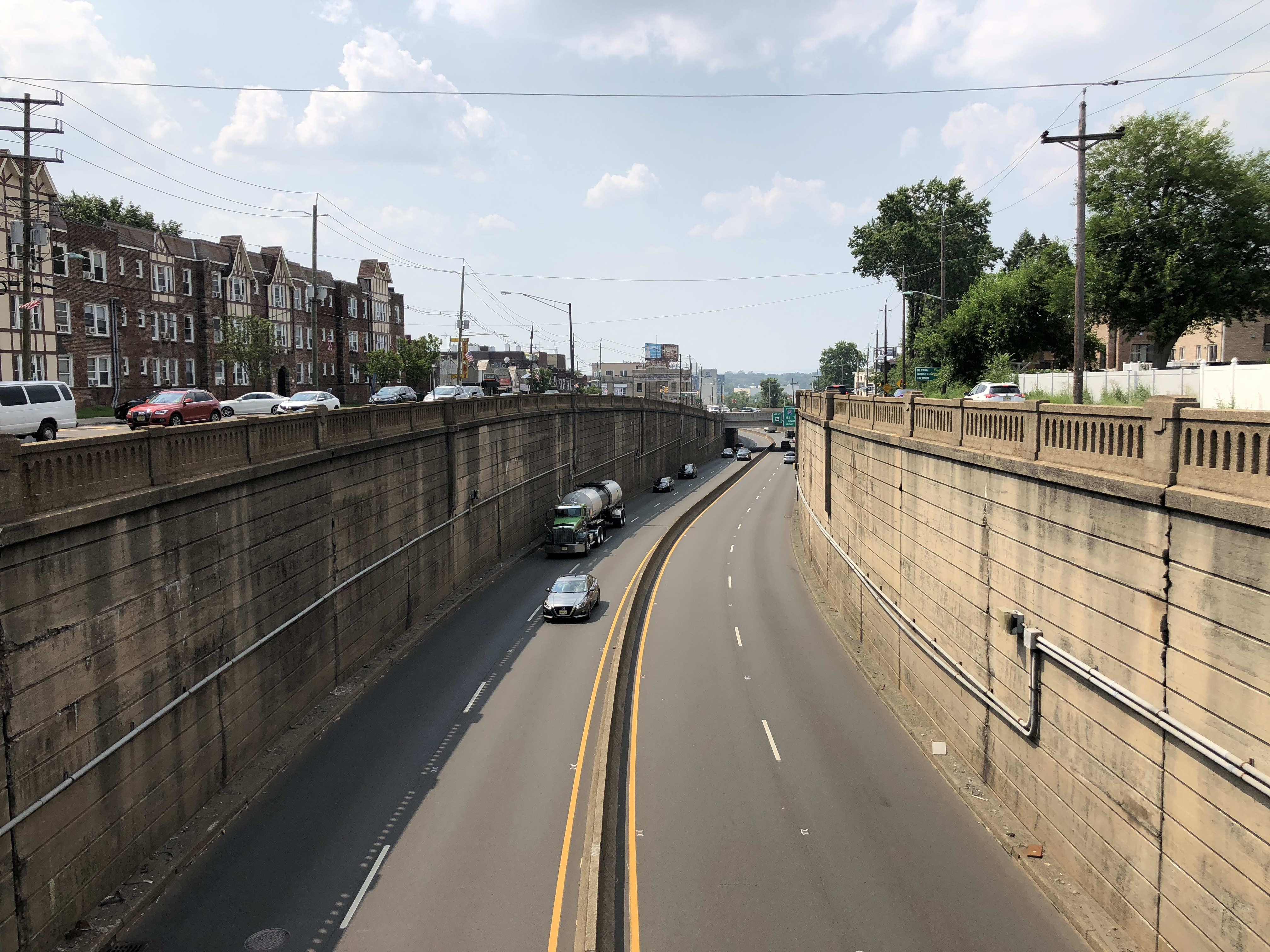
US 46 ouest à Palisades Park

La US 46 entre dans le comté à Elmwood Park. Elle croise à nouveau la G.S. Parkway et se dirige vers le sud-est. Elle passe par Teterboro et croise l'I-95 / N.J. Turnpike une première fois. Elle traverse la Overpreck Creek et atteint Palisades Park. Elle y croise la US 1 / US 9 et, pour une deuxième fois, l'I-95 / N.J. Turnpike. Le multiplex entre toutes ces routes se créé pour traverser le fleuve Hudson sur le Pont George-Washington. Au milieu du pont, à la frontière entre le New Jersey et l'État de New York, la US 46 prend fin.

## Intersections majeures
Comté de Warren
 I-80 / Route 94 à Knowlton Township
Comté de Morris
 I-80 à Netcong
 I-80 à Denville
 US 202 à Parsippany-Troy Hills
 I-80 à Parsippany-Troy Hills
Comté d'Essex
Pas d'intersections majeures
Comté de Passaic
 I-80 à Wayne
 G.S. Parkway à Clifton
 G.S. Parkway à Clifton
Comté de Bergen
 G.S. Parkway à Elmwood Park
 I-95 / N.J. Turnpike / I-80 à Ridgefield Park
 US 1 / US 9 à Palisades Park. Les routes forment un multiplex jusqu'à la limite avec l'État de New York, au-dessus du fleuve Hudson.
 US 9W à Fort Lee
 I-95 à Fort Lee. Les routes forment un multiplex jusqu'à la limite avec l'État de New York, au-dessus du fleuve Hudson.
 I-95 / US 1 / US 9 au-dessus du fleuve Hudson